# كرسينت
كرسينت (بالإنجليزية: Crescent, Oklahoma)‏ هي مدينة تقع بولاية أوكلاهوما في الولايات المتحدة. تبلغ مساحة هذه المدينة 2.8 (كم²)، وترتفع عن سطح البحر 348 م، بلغ عدد سكانها 1281 نسمة في عام 2010 حسب إحصاء مكتب تعداد الولايات المتحدة.

## التركيبة السكانية
حدّد مكتب تعداد الولايات المتحدة بيانات التركيبة السكانية لكرسينت في تعداد الولايات المتحدة. في ما يلي، التركيبة السكانية حسب تعدادي 2000 و2010.

### تعداد عام 2000
بلغ عدد سكان كرسينت 1,281 نسمة بحسب تعداد عام 2000، وبلغ عدد الأسر 562 أسرة وعدد العائلات 362 عائلة مقيمة في المدينة. في حين سجلت الكثافة السكانية 476.2 نسمة لكل كيلومتر مربع (1,233.4/ميل2). وبلغ عدد الوحدات السكنية 639 وحدة بمتوسط كثافة قدره 237.5 لكل كيلومتر مربع (615.1/ميل2).
وتوزع التركيب العرقي للمدينة بنسبة 88.52% من البيض و4.68% من الأمريكيين الأفارقة و2.58% من الأمريكيين الأصليين و0.08% من الأمريكيين ذوي الأصول الآسيوية و0.47% من الأعراق الأخرى و3.67% من عرقين مختلطين أو أكثر و1.95% من الهسبانيون أو اللاتينيون من أي عرق.
بلغ عدد الأسر 562 أسرة كانت نسبة 32.7% منها لديها أطفال تحت سن الثامنة عشر تعيش معهم، وبلغت نسبة الأزواج القاطنين مع بعضهم البعض 49.8% من أصل المجموع الكلي للأسر، ونسبة 10.9% من الأسر كان لديها معيلات من الإناث دون وجود شريك،  بينما كانت نسبة 3.7% من الأسر لديها معيلون من الذكور دون وجود شريكة وكانت نسبة 35.6% من غير العائلات. تألفت نسبة 33.8% من أصل جميع الأسر من عدة أفراد يعيشون في نفس المنزل ونسبة 19.6% كانت تتألف من شخص يعيش بمفرده يبلغ من العمر 65 عاماً أو أكثر. وبلغ متوسط حجم الأسرة المعيشية 2.28، أما متوسط حجم العائلات فبلغ 2.90.
بلغ العمر الوسطي للسكان 39.3 عاماً. وكانت نسبة 25.1% من القاطنين تحت سن الثامنة عشر، وكانت نسبة 6.7% بين الثامنة عشر والرابعة والعشرين عاماً، ونسبة 25.5% كانت واقعةً في الفئة العمرية ما بين الخامسة والعشرين والرابعة والأربعين عاماً، ونسبة 19.4% كانت ما بين الخامسة والأربعين والرابعة والستين، ونسبة 23.3% كانت ضمن فئة الخامسة والستين عاماً فما فوق. يوجد لكل 100 أنثى 93.2 ذكر، ويوجد لكل 100 أنثى في الثامنة عشر من عمرها فما فوق 85.3 ذكر.
بلغ متوسط دخل الأسرة في المدينة 25,096 دولارًا، أما متوسط دخل العائلة فبلغ 32,206 دولارًا. وكان متوسط دخل الذكور 25,602 دولارًا مقابل 21,121 دولارًا للإناث. وسجل دخل الفرد الخاص بالمدينة 16,081 دولارًا. وكانت نسبة 13.2% من العائلات ونسبة 16.8% من السكان تحت خط الفقر، وكان من هؤلاء نسبة 21.4% تحت سن الثامنة عشر ونسبة 9.8% في الخامسة والستين من العمر وما فوق.

### تعداد عام 2010
بلغ عدد سكان كرسينت 1,411 نسمة بحسب تعداد عام 2010، وبلغ عدد الأسر 570 أسرة وعدد العائلات 357 عائلة مقيمة في المدينة. في حين سجلت الكثافة السكانية 524.5 نسمة لكل كيلومتر مربع (1,358.4/ميل2). وبلغ عدد الوحدات السكنية 656 وحدة بمتوسط كثافة قدره 243.9 لكل كيلومتر مربع (631.7/ميل2).
وتوزع التركيب العرقي للمدينة بنسبة 82% من البيض و5.39% من الأمريكيين الأفارقة و5.17% من الأمريكيين الأصليين و0.35% من الأمريكيين ذوي الأصول الآسيوية و0.07% من سكان جزر المحيط الهادئ و1.49% من الأعراق الأخرى و5.53% من عرقين مختلطين أو أكثر و5.03% من الهسبانيون أو اللاتينيون من أي عرق.
بلغ عدد الأسر 570 أسرة كانت نسبة 34% منها لديها أطفال تحت سن الثامنة عشر تعيش معهم، وبلغت نسبة الأزواج القاطنين مع بعضهم البعض 41.4% من أصل المجموع الكلي للأسر، ونسبة 14.6% من الأسر كان لديها معيلات من الإناث دون وجود شريك،  بينما كانت نسبة 6.7% من الأسر لديها معيلون من الذكور دون وجود شريكة وكانت نسبة 37.4% من غير العائلات. تألفت نسبة 32.1% من أصل جميع الأسر من عدة أفراد يعيشون في نفس المنزل ونسبة 16% كانت تتألف من شخص يعيش بمفرده يبلغ من العمر 65 عاماً أو أكثر. وبلغ متوسط حجم الأسرة المعيشية 2.41، أما متوسط حجم العائلات فبلغ 3.04.
بلغ العمر الوسطي للسكان 36.7 عاماً. وكانت نسبة 27.3% من القاطنين تحت سن الثامنة عشر، وكانت نسبة 7.9% بين الثامنة عشر والرابعة والعشرين عاماً، ونسبة 24.5% كانت واقعةً في الفئة العمرية ما بين الخامسة والعشرين والرابعة والأربعين عاماً، ونسبة 20.8% كانت ما بين الخامسة والأربعين والرابعة والستين، ونسبة 19.6% كانت ضمن فئة الخامسة والستين عاماً فما فوق. وتوزع التركيب الجنسي للسكان بنسبة 46.6% ذكور و53.4% إناث.

## أعلام
- تشيلسي مانينغ
- كارين سيلكوود

## وصلات خارجية
- http://www.crescentoklahoma.com
- The US50 - Cities and Towns in Oklahoma State